# Марк Едвард Келлі

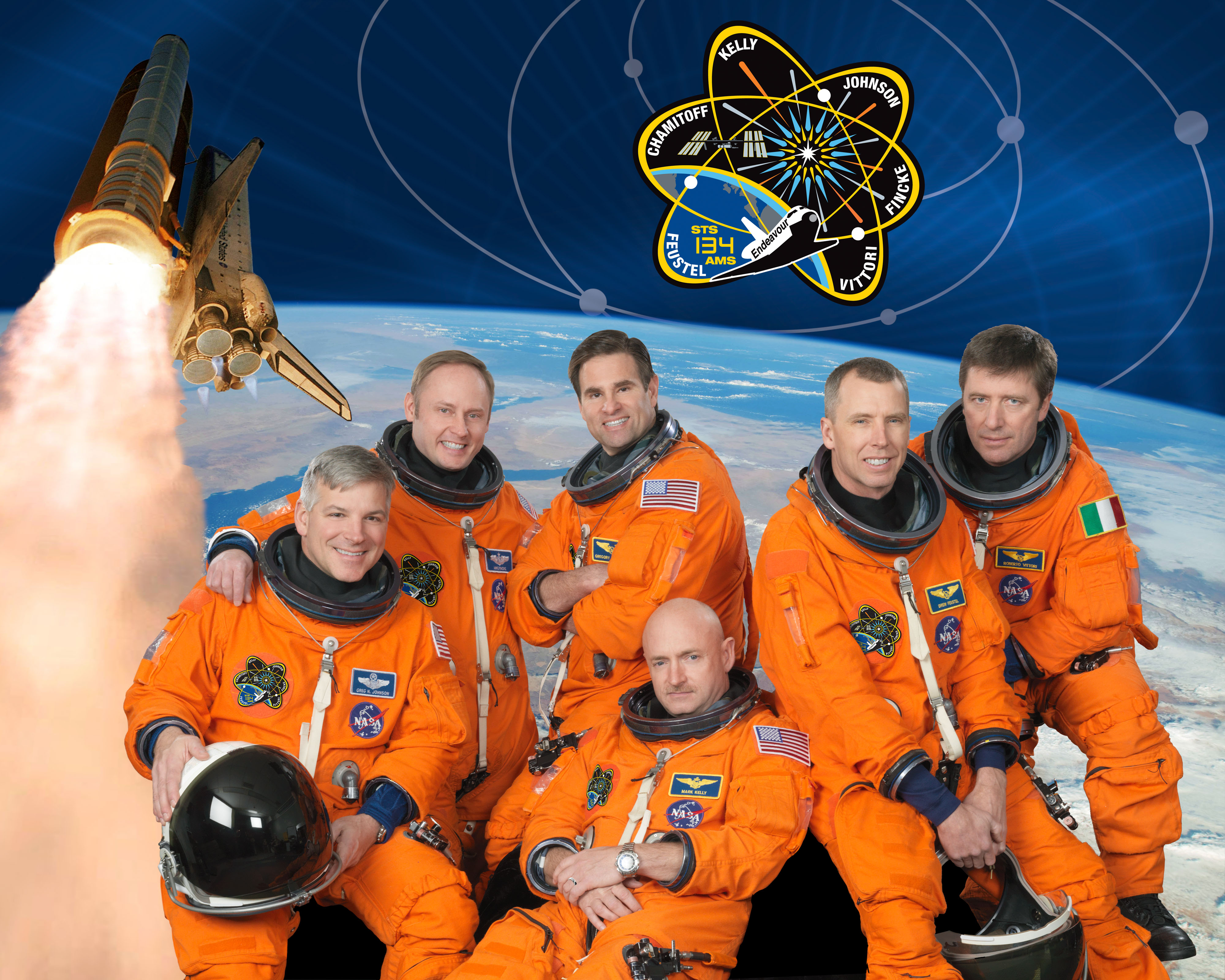
Екіпаж STS-134:Попереду командир Марк Келлі, ззаду зліва направо: Джонсон, Фінк, Шамітофф, Ф'юстел, Вітторіо

Марк Едвард Келлі (англ. Mark Edward Kelly; 21 лютого 1964, Орандж (Orange), Нью-Джерсі) — американський астронавт. 408-й астронавт світу, 256-й астронавт США.
Келлі має брата-близнюка — Скотта Келлі, який також є членом загону астронавтів. Сенатор від штату Аризона з 2 грудня 2020 від Демократичної партії.

## Освіта
Марк Келлі закінчив середню школу в 1982 році в населеному пункті Вест Орандж (англ. West Orange), штат Нью-Джерсі.
У 1986 році Келлі закінчив з відзнакою Морську академію торгівлі США (англ. United States Merchant Marine Academy) і здобув ступінь бакалавра в області морської інженерії та навігації. Морська академія торгівлі США — одна з п'яти військових академій США, яка готує фахівців торгового флоту і знаходиться в «Кінгс Поінт» (англ. Kings Point), штат Нью-Йорк. Келлі вивчав кораблебудування, морський транспорт, навігацію і морське право. Ступінь майстра Келлі отримав в 1994 році після закінчення Морської школи США (англ. US Naval Postgraduate School).

## Кар'єра морського льотчика
У 1987 році Келлі пройшов льотну підготовку на штурмовику А-6 «Інтрудер» і став морським льотчиком. Келлі проходив службу в Японії на авіаносці Мідуей". У 1989 році авіаносець «Мідуей» відправився в Перську затоку, де забезпечував охорону нафтових танкерів. У 1991 році авіаносець брав участь у військовій операції «Буря в пустелі», Келлі виконав 39 бойових вильотів.
Келлі має понад 3500 годин нальоту на літаках понад 40 типів, та зробив понад 375 посадок на авіаносець.

## Кар'єра астронавта
Келлі, разом зі своїм братом-близнюком Скоттом Келлі, був відібраний у групу підготовки астронавтів в травні 1996 року. З серпня 1996 року Келлі проходив дворічну космічну підготовку. Восени 1998 року Келлі став пілотом шатла. Перший космічний політ як пілот шаттла «Індевор» STS-108, Келлі зробив в 2001 році. Політ тривав 12 діб. Другий політ Келлі здійснив у липні 2006 року на шатлі «Дискавері» STS-121. Загальний час перебування Келлі в космосі становить 24 діб 14 годин 13 хвилин.
Третій політ Марк Келлі зробив як командир екіпажу шаттла «Атлантіс» STS-124, який навесні 2008 року доставив другу частину японського модуля «Кібо» до МКС.
Призначений командиром фінального польоту шаттла «Індевор» STS-134. Спочатку передбачалося, що в лютому 2011 Марк зустріне на МКС свого брата-близнюка Скотта, який полетів на МКС 8 жовтня 2010 на кораблі Союз ТМА-01М. У зв'язку з тим, що старт «Індевор» STS-134 був перенесений на 29 квітня 2011 року, а Скотт повернувся на Землю 16 березня 2011, зустріч братів на орбіті не відбулася.

## Сім'я
7 жовтня 2007 року одружився з членом Палати представників США Ґабріель Ґіффордс, яка 8 січня 2011 року стала жертвою терористичного акту у її рідному місті Тусон.
Має двох дітей від попереднього шлюбу з Амелією Бебіс (Amelia Victoria Babis).